# مسجد هواشنگ
مسجد هواشنگ (به چینی: 怀圣寺) واقع در گوانگچو، که با نام مسجد سپیدخانه هم شناخته می‌شود، با قدمتی بالغ بر ۱۳۰۰ سال، یکی از قدیمی‌ترین مساجد چین است.
مطابق دست‌نوشته‌های موجود در مسجد، این بنا توسط سعد بن ابی وقاص (نخستین مسلمان وارد شده به چین) ساخته شده است. آنچه مسلم است این مسجد در سلسله تانگ یا اوایل سلسله سونگ موجود بوده است.
این مسجد در ۱۳۵۰ و سپس دوباره در ۱۶۹۵ به خاطر آتش‌سوزی بازسازی شد.

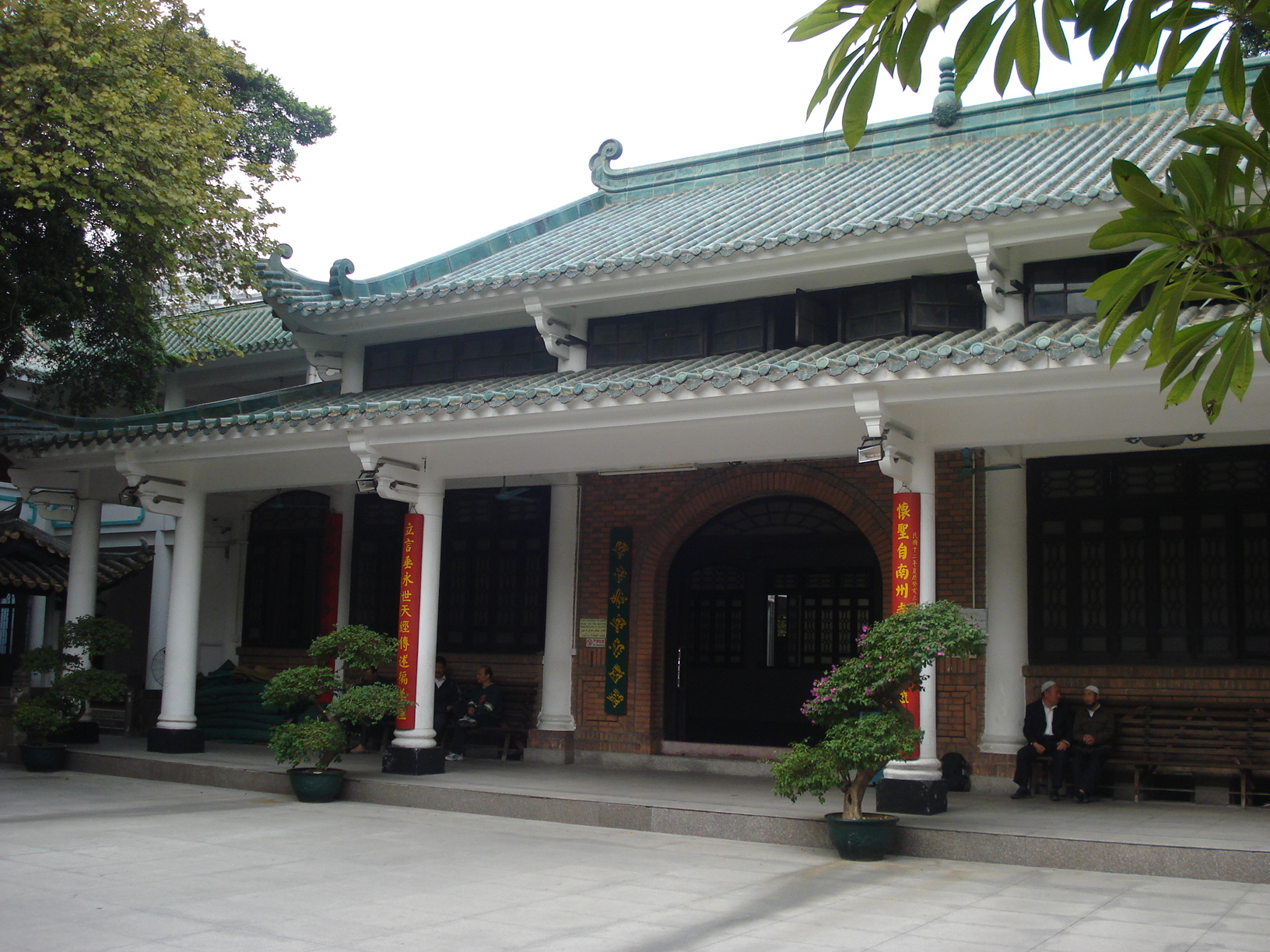
مسجد هواشنگ در دسامبر ۲۰۰۷